# Оклопници
Армадилоси или оклопници (Cingulata) су ред плаценталних сисара са само две савремене породице, Chlamyphoridae и Dasypodidae. Постојале су још две групе оклопника које су биле много веће од савремених врста (највећа од савремених врста џиновски оклопник достиже тежину до 45 kg), а то су породица пампаске звери (Pampatheriidae), који су тежили до 200 kg и потпородица глиптодонти (Glyptodontinae) (у оквиру породице Chlamyphoridae), који су достизали тежину до око 2.000 kg.

## Распрострањеност
Припадници реда насељавају Нови свет. Ред је настао у Јужној Америци током палеоцена, а током плиоцена или раног плеистоцена раширио се и у Северну Америку преко копненог моста насталог издизањем Панамског земљоуза.

## Класификација
Након објаве резултата филогенетске анализе (извршена је анализа митохондријалног ДНК рода Doedicurus) 2016. глиптодонти, који су раније сматрани за посебну породицу су укључени као потпородица у новостворену породицу Chlamyphoridae, која је настала издвајањем потпородица Euphractinae и Tolypeutinae (при чему су два рода издвојена из потпородице Euphractinae у нову потпородицу Chlamyphorinae породице Chlamyphoridae) из породице Dasypodidae у којој је остала саммо потпородица Dasypodinae.
породица †пампаске звери (Pampatheriidae)
род †
род †
род †
род †
род †
род †
род †
род †
породица 
потпородица 
род 
род †
породица 
потпородица 
род 
род 
потпородица 
род 
род †
род 
род †
род †
род †
род †
род 
потпородица †глиптодонти (Glyptodontinae)
род †
род †
род †
род †
род †
род †
род †
потпородица 
род 
род †
род 
род 